# Christian Diedrich

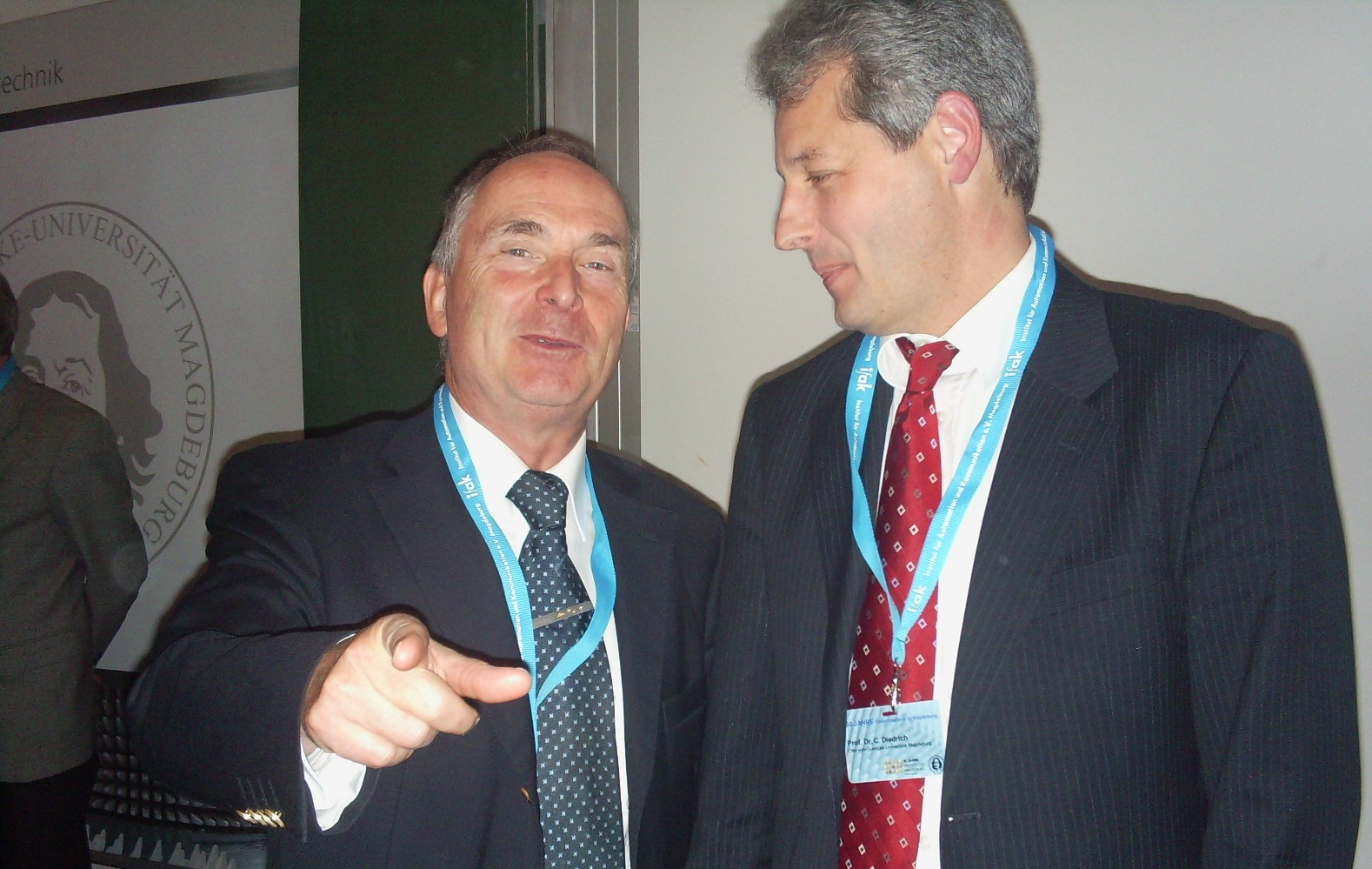
Christian Diedrich und Georg Bretthauer in der Otto-von-Guericke-Universität Magdeburg (von rechts, 2008)

Christian Diedrich (* 2. April 1957 in Babelsberg bei Potsdam) ist ein deutscher Ingenieur und Professor für „Integrierte Automation“ an der Otto-von-Guericke-Universität Magdeburg. Er ist Stellvertreter des Vorstandsvorsitzenden und des Leiters der außeruniversitären Forschungseinrichtung „Institut für Automation und Kommunikation“ (ifak) in Magdeburg.

## Leben

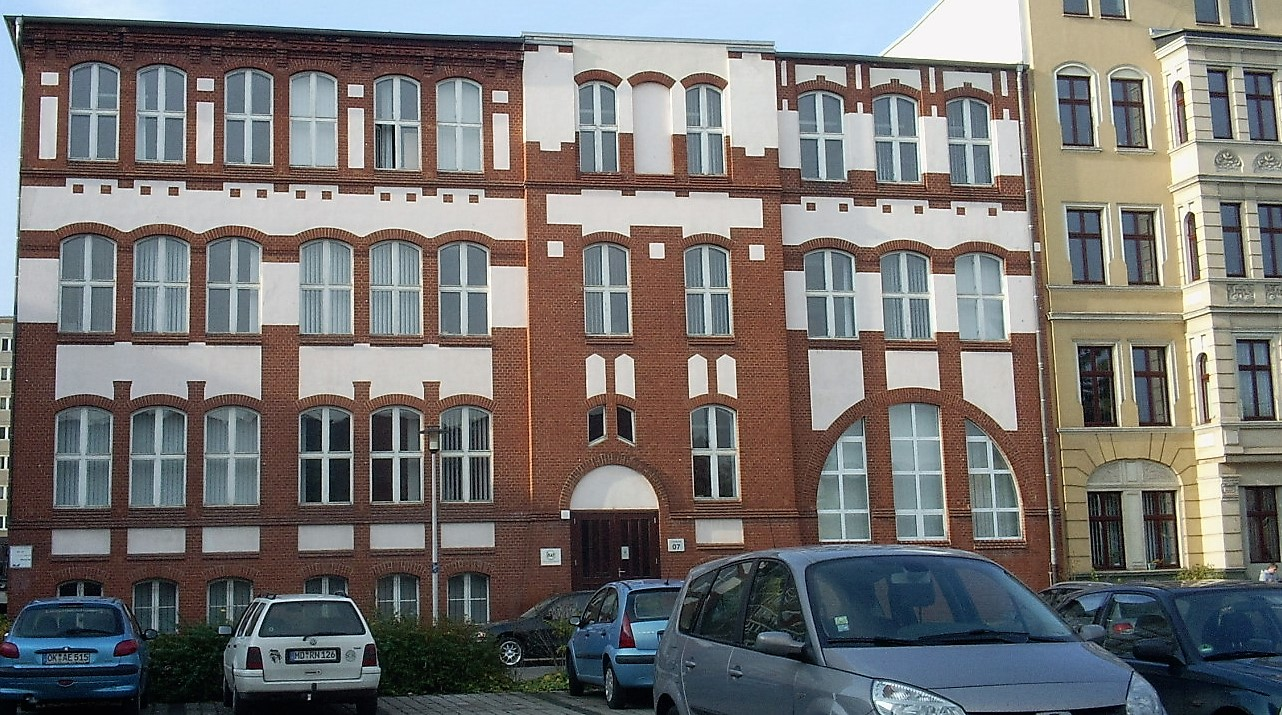
Traditioneller Sitz der Regelungs-/ Automatisierungstechnik auf dem Campus Magdeburg

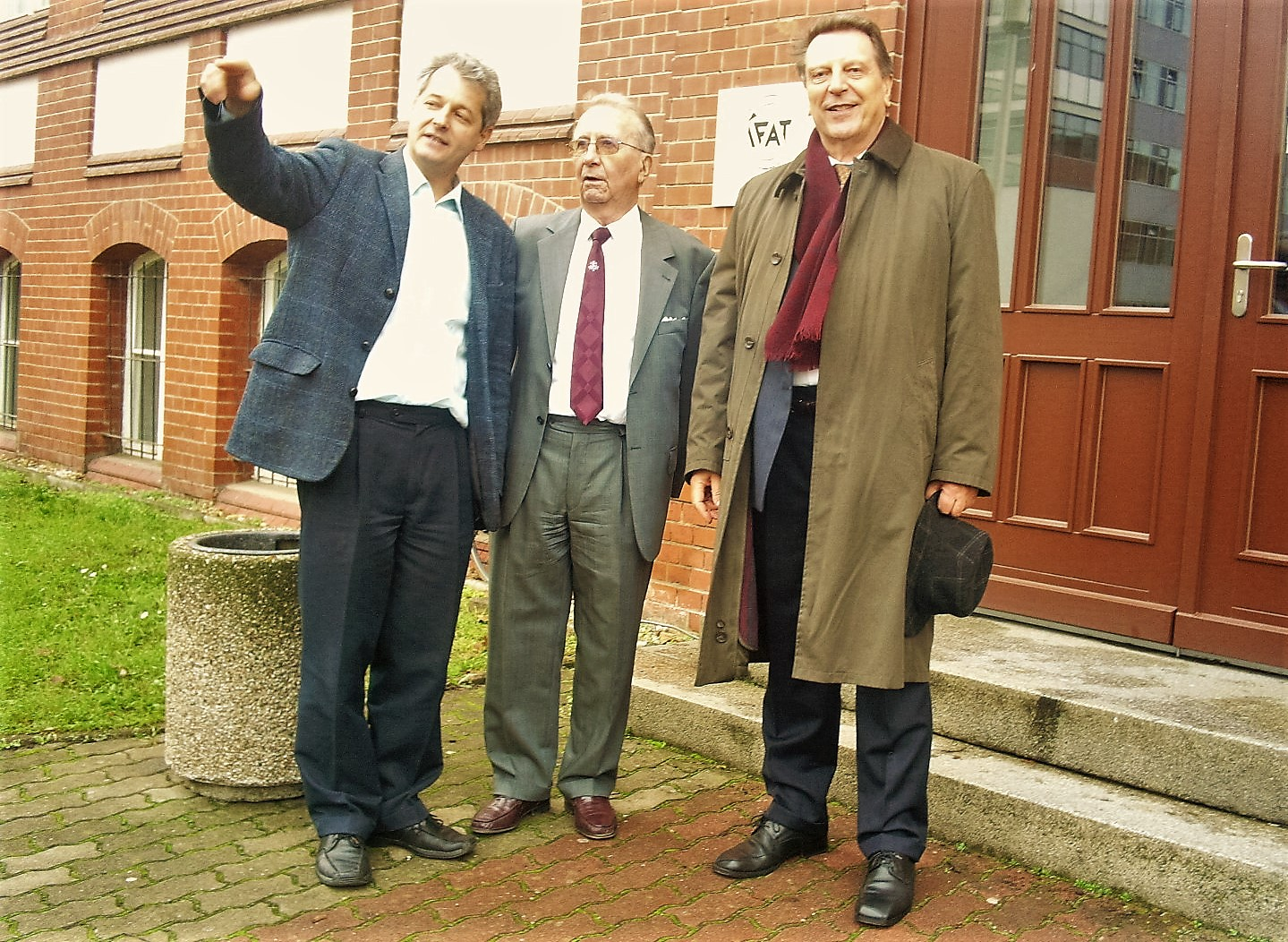
Christian Diedrich, Herbert Ehrlich und Werner Kriesel vor dem Institut für Automatisierungstechnik (IFAT), Otto-von-Guericke-Universität Magdeburg (von links, 2008)

Christian Diedrich absolvierte nach dem Abitur, das er 1975 „Mit Auszeichnung“ abschloss, von 1976 bis 1985 ein Hochschulstudium in der Grundstudienrichtung Elektroingenieurwesen, Fachrichtung „Technische Kybernetik und Automatisierungstechnik“, an der Technischen Hochschule „Otto von Guericke“ Magdeburg (THM), Sektion Technische Kybernetik und Elektrotechnik (TK/ET). Er wählte die Vertiefungsrichtung Automatisierungstechnik, die an der THM bereits seit 1960 existiert, ursprünglich als Regelungstechnik (Gründer: Heinrich Wilhelmi). Sein besonderes Interesse galt der rechnergestützten Modellierung von technischen Prozessen, die er am Beispiel von Dieselmotoren unter Betreuung des Professors Siegfried Rudert ausführte. Während des Studiums erfolgte eine Studienunterbrechung von Januar 1981 bis August 1983; in dieser Zeit arbeitete Diedrich als Schlosser im Schwermaschinenbaukombinat „Karl Liebknecht“ (SKL) in Magdeburg.
Seine Studienzeit am Wissenschaftsbereich „Regelungstechnik und Prozesssteuerung“ fällt mit größeren personellen Veränderungen zusammen durch das Ausscheiden von vier Hochschullehrern: Herbert Ehrlich (1975 nach Leipzig), Heinz Töpfer (1978 nach Dresden), Werner Kriesel (1979 nach Leipzig), Siegfried Rudert (1980 verstorben). Als neue Professoren wurden berufen: 1978 Ulrich Korn auf den Lehrstuhl „Regelungstechnik“ und 1981 Peter Neumann auf den Lehrstuhl „Geräte und Anlagen der Automatisierungstechnik“. Die Leitung des Wissenschaftsbereiches wechselte 1978 von Heinz Töpfer auf Siegfried Rudert. Zwischen 1980 und 1985 war Ulrich Korn in der Nachfolge des unerwartet verstorbenen Siegfried Rudert als Leiter des Wissenschaftsbereiches tätig; danach übernahm Peter Neumann diese Funktion.
1985 beendete Diedrich sein Studium als Diplom-Ingenieur (Dipl.-Ing.) an der THM mit dem Prädikat „Sehr gut“ unter dem Rektorat von Reinhard Probst in der Sektion Technische Kybernetik und Elektrotechnik mit dem Sektionsdirektor Reinhold Krampitz. In seiner Diplomarbeit hat er sich mit  einer damals neu verfügbaren Speicherprogrammierbaren Steuerung (SPS) zur Koordination einer Drehmaschine mit einem Roboter befasst.
Hieran schloss Diedrich eine 5-jährige Industrietätigkeit an, die ihn zunächst von 1985 bis 1988 als Softwareentwickler für Prüftechnologie in das Geräte- und Regler-Werk (GRW) nach Leipzig führte. Dieses Werk hatte sich aus den Geräte- und Regler-Werken Teltow entwickelt, dem „Zentralen Anlagenbau der BMSR-Technik“, sodass auch in Leipzig der Geräte- und Anlagenbau profilbestimmend war.  Hier erwarb er detaillierte Kenntnisse der Mikrorechentechnik und der zugehörigen Programmierung. Anschließend war er von 1988 bis 1990 Wissenschaftlicher Mitarbeiter im Wissenschaftlich-Technischen Zentrum für Trockenfutterproduktion Gatersleben. Hier bearbeitete er Aufgaben der Planung und Realisierung von elektronischen und automatisierungstechnischen Ausrüstungen und lernte die Projektierung sowie den praktischen Umgang mit der Mess-, Stell- und Regelungstechnik kennen. Auch war er mit Planung und Umsetzung eines Unix-Rechnernetzwerkes zur betriebswirtschaftlichen Auswertung von Prozessdaten befasst.
Im Zuge der deutschen Wiedervereinigung wurde der Wissenschaftsbereich Regelungstechnik und Prozesssteuerung unter Mitwirkung von Peter Neumann und Ulrich Korn in das „Institut für Automatisierungstechnik“ (IFAT) überführt und weiter ausgebaut auf etwa 30 Mitarbeiter bei 4 Lehrstühlen. In diesem Zusammenhang kehrte Diedrich an die Otto-von-Guericke-Universität Magdeburg zurück und war hier von 1990 bis 1992 am Institut für Automatisierungstechnik, das zu dieser Zeit von Peter Neumann geleitet wurde, als Aspirant und Wissenschaftlicher Mitarbeiter in Drittmittelprojekten tätig. Während seiner Aspirantur beschäftigte er sich mit der damals neu aufkommenden Thematik der Feldbusse als spezielle Kommunikationssysteme für verteilte Automatisierungssysteme. Im Rahmen des BMBF-Projektes PROFIBUS war er für die Profilbildung zuständig und leitete einen Arbeitskreis, der eine entsprechende Richtlinie für PROFIBUS ausarbeitete, an die sich auch andere Feldbusse wie Interbus, LON und CANopen anlehnten. Auf diesem Gebiet zählt Diedrich zu den führenden Experten, was sich auch in der Übertragung von leitender Verantwortung in Forschungsprojekten (Esprit Projekt NOAH) sowie bei der Leitung bzw. Mitarbeit als Editor bei Standardisierungsprojekten (IS IEC 61804 und TR IEC 62396) ausdrückt.     
Im Jahre 1991 gründete Neumann einen eingetragenen Verein zur Förderung der Automatisierung und anschließend das „Institut für Automation und Kommunikation e. V. (ifak)“. Diedrich wechselte ab November 1992 in das ifak zunächst als Gruppenleiter, später als Bereichsleiter für Automatisierungssysteme und als Stellvertretender Institutsleiter.
1994 erfolgte seine Promotion mit einer unter der Betreuung von Peter Neumann angefertigten Dissertation über „Interface Layer und Profile für Feldbussysteme sowie deren formale Spezifikation“; Verleihung des akademischen Grades Doktor-Ingenieur (Dr.-Ing.) mit dem Gesamturteil „cum laude“ durch die Fakultät für Elektrotechnik (Dekan: Ulrich Korn) der Otto-von-Guericke-Universität Magdeburg. 

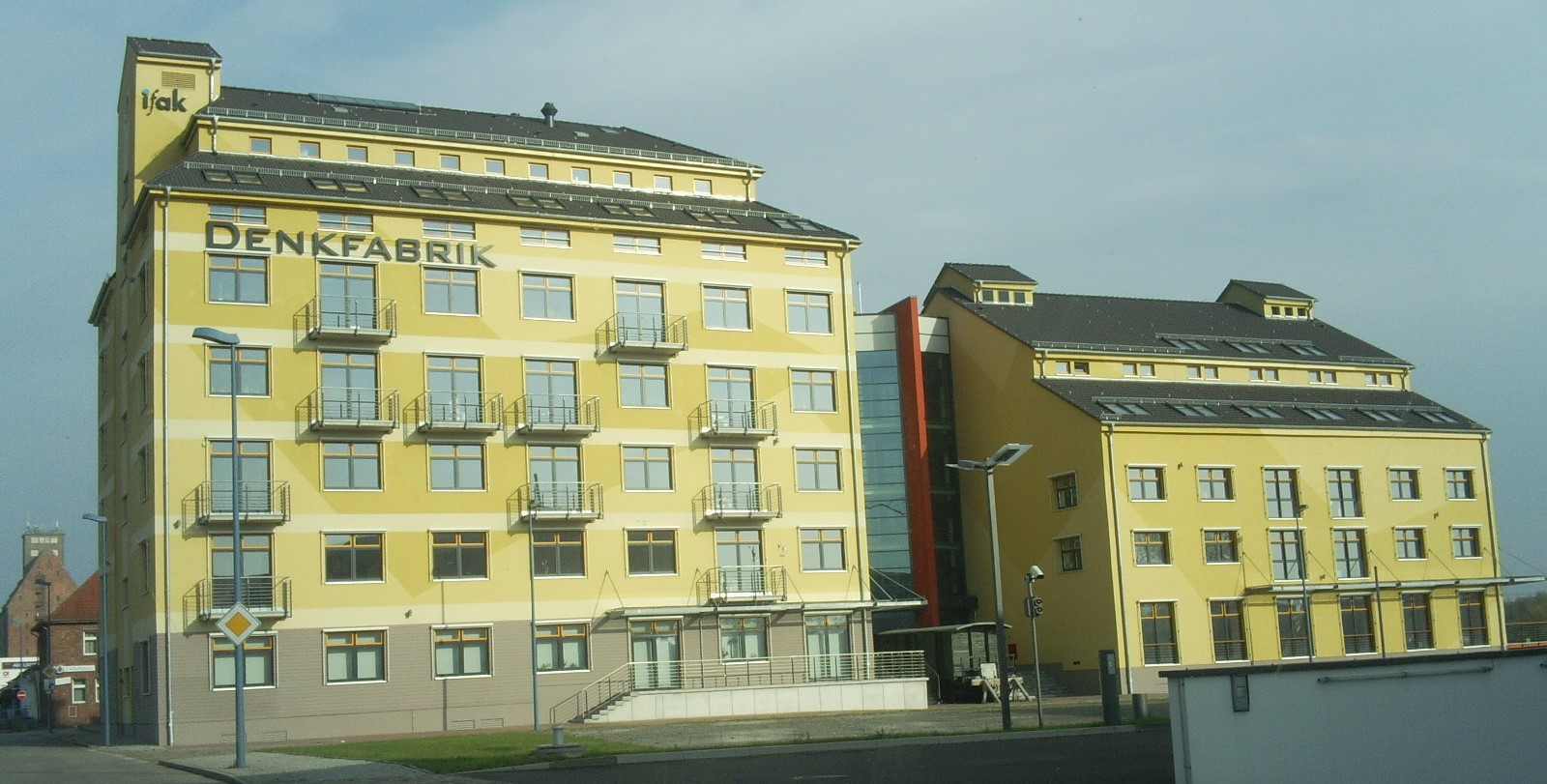
Gebäude des ifak im Wissenschaftshafen Magdeburg

Der Zeitraum von 1992 bis 2006 war für Diedrich durch seine wissenschaftliche Tätigkeit und seine leitenden Funktionen im außeruniversitären Forschungsinstitut ifak e. V., Magdeburg geprägt:
- Konzeption, Aufbau und Leitung des Bereichs „Automatisierungssysteme“  mit den Gruppen „Engineeringmethoden“ und  „Anwendungen“,
- Tätigkeit als Vertreter des Instituts ifak in verschiedenen Fachgremien und Organisationen: In nationalen und internationalen Standardisierungs- und Fachgremien wie z. B. IEC, DKE, Industrie 4.0-Plattform, ZVEI, PROFIBUS-Nutzerorganisation (PNO) ist Diedrich an der Gestaltung entsprechender Normen mitbeteiligt.

Ab September 2000 wurde Diedrich als Honorarprofessor für das Fachgebiet „Integrierte Automation“ durch die Fakultät für Elektrotechnik und Informationstechnik der Otto-von-Guericke-Universität Magdeburg an das „Institut für Automatisierungstechnik (IFAT)“ bestellt.
Mit Jahresbeginn 2005 wurde Ulrich Jumar als Vorstandsvorsitzender und Institutsleiter des ifak gewählt und trat in diesen Funktionen die Nachfolge von Peter Neumann an. Diedrich wurde in beiden Funktionen der Stellvertreter von Jumar. Im April 2006 wurde Diedrich als Ordentlicher Professor auf den Lehrstuhl „Integrierte Automation“ an die Otto-von-Guericke-Universität berufen. Hier hat er seit 2006 die Geschäftsführende Leitung des „Instituts für Automatisierungstechnik“ (IFAT, heute ifat abgekürzt) übernommen. Seine beiden Vertreterfunktionen am ifak übt er weiterhin aus, sodass auch hierüber eine enge Verzahnung zwischen ifat und ifak besteht.
Als Hauptarbeitsfelder von Diedrich sind zu nennen: Industrielle Kommunikation, Integrations- und Beschreibungsmethoden für Automatisierungsgeräte und -systeme (Funktionsblocktechnologie, Feldbusprofile, Geräte- und Produktbeschreibungen wie EDD, FDT, FDI, IEC 61131), Engineeringmethoden und Informationsmanagement (Objektorientierte Analyse und Design, UML, Web-Technologien, Wissensverarbeitung), formale und semi-formale Methoden in der Automatisierungstechnik.
Diedrich hat über 100 Publikationen zum Fachgebiet Automatisierungstechnik sowie durch Mitautorenschaft in Fachbüchern veröffentlicht. Langjährig wirkt er bei der wissenschaftlichen Leitung von Tagungsreihen und Kongressen mit.
Im ifak haben neben Christian Diedrich noch weitere Professoren ihre Wurzeln: Rudolf Mecke (Hochschule Harz, Wernigerode), Anatoli Makarov (Hochschule Magdeburg-Stendal), Stephan Kühne (Hochschule Zittau/Görlitz), René Simon (Hochschule Harz, Wernigerode), Jörg Auge (Hochschule Magdeburg-Stendal), Martin Wollschlaeger (Technische Universität Dresden), Bernd Henning (Universität Paderborn), Robert Hoyer (Universität Kassel), Jürgen Jasperneite (Hochschule OWL, Lemgo) sowie Ulrich Jumar (Otto-von-Guericke-Universität Magdeburg).

## Lehrtätigkeit
Die Lehrtätigkeit von Diedrich an der Otto-von-Guericke-Universität Magdeburg umfasst:
- Prozessleittechnik
- Kommunikationssysteme
- Fachsprachen und Softwaretechnik
- Steuerungen auf höheren Leitebenen.

An der Technischen Universität Clausthal, Institut für Elektrische Informationstechnik hat Diedrich in den Jahren 2003 und 2004 Vorlesungen zur Prozessautomatisierung gehalten. Diese wurden gemeinschaftlich vorbereitet mit Renè Simon (damals: ifak Magdeburg, heute: Professor der Hochschule Harz in Wernigerode) und teilweise auch gemeinschaftlich gehalten.

## Mitgliedschaften (Auswahl)
- International Federation of Automatic Control (IFAC): Leiter WG: Automation and Networking in TC 5.1: Manufacturing Plant Control
- PROFIBUS Nutzerorganisation: Leiter des Arbeitskreises PROFIBUS-PA-Profile, Mitarbeit im AK Train Profile
- Zentralverband Elektrotechnik- und Elektronikindustrie (ZVEI): Mitarbeit im FV 15 Analysenfeldbus, Mitarbeit im FV 15 Systemaspekte
- International Electrotechnical Commission (IEC): Convenor IEC 61804 - Function Block for Process Control, Mitarbeit IEC 61499 - Generic Function Block Model, Editor IEC 62396 – Device Profile Guideline
- Deutsche Kommission Elektrotechnik Elektronik Informationstechnik: Mitarbeit im DKE UK 931 Systemaspekte, Mitarbeit im DKE AK 951.3.1 - Spiegelgremium IECSC65C WG7.

## Veröffentlichungen (Auswahl)
- mit Neumann, P.; Hähniche, J.: Rechnergestützte Profilbildung und Implementierung von Feldbussen auf formaler Basis. „iNet'92“, Stuttgart 2.–4.6.1992. Tagungsband, S. 221–232.
- mit Neumann, P.; Simon, R.: Interface Layer für Kommunikationsanschaltungen. „iNet'93“, Karlsruhe, 15.–17.06.1993. Tagungsband.
- Interface Layer und Profile für Feldbussysteme sowie deren formale Spezifikation. Dissertation,  Otto-von-Guericke-Universität Magdeburg, Fakultät Elektrotechnik, 1994.
- mit Neumann, P.: Function Block applications for fieldbus systems. Field Comms´95, Hinckley (U.K.), 1995. Preprints.
- mit Neumann, P.: Profil für Feldgeräte. Erforderliche Ergänzungen der Protokollspezifikation am Beispiel von PROFIBUS-PA. FET ‘95, Wien (Österreich), 26.–27.09.1995. Tagungsband, S. 208–218.
- mit Riedl, M.; Simon, R.: Standardisierte Gerätebeschreibung mittels DDL. iNet ‘95, Karlsruhe, 20.–22.06.1995. Kongressband, S. 120–126.
- mit Neumann, P.; Simon, R.: Der Weg zu offenen Prozessleitsystemen. In: VDI/VDE GMA Jahrbuch, S. 128–148. VDI-Verlag, Düsseldorf 1997.
- Diedrich, Ch.; Neumann, P.: Offene verteilte Automatisierungssysteme mit Funktionsblöcken - State of the Art. 42. Internationales Wissenschaftliches Kolloquium der TU Ilmenau, 22. 25.09.1997. Tagungsband 3, S. 499–504.
- mit Simon, R.; Neumann, P.: Engineering von Verteilten Automatisierungssystemen. FeT ‘97, Wien (Österreich), 13.–14.10.1997. In: Feldbustechnik in Forschung, Entwicklung und Anwendung. Beiträge zur Feldbustagung Fet ’97. Hrsg.: Dietrich, D.; Schweinzer, H.; Springer-Verlag, Wien; New York, S. 30–35.
- mit Neumann, P.: Standardization in Automation Systems. IFAC-Congress INCOM‘98, Reprints Volume I, Nancy-Metz, June 24-26, 1998.
- Fieldbus Profile Harmonisation - Approach of NOAH ESPRIT 26951. Proceedings FET’99, p. 423-428, ISBN 3-211- 83394-3, Springer Verlag, Wien; New York 1999.
- Red.: Integration und Engineering von Feldgeräten in dezentralen Automatisierungssystemen. Oldenbourg Industrie Verlag, München 2000. ISBN 3-486-27020-6.
- mit Bangemann, Th.; Hähniche, J.; Pöschmann, A.; Schmidt, Ch.: PROFIBUS PA – Instrumentierungstechnologie für die Verfahrenstechnik. Oldenbourg Industrieverlag, München 2001, ISBN 3-486-27024-9, 2. Auflage 2006, ISBN 978-3-8356-3310-0.
- mit Neumann, P.; Simon, R.: Engineering of Field Devices using Device Descriptions. IFAC World Congress 2002, Barcelona (Spain), Juli 2002. Preprints, pp. 137.
- Feldgeräte-Instrumentierungstechnologien - Integration intelligenter Feldgeräte in PLS. In: Früh, K. F., Maier, U.: Handbuch der Prozessautomatisierung. 3. Auflage, Oldenbourg Industrie Verlag, München 2004. ISBN 3-486-27048-6.
- mit Simon, R.; Riedl, M.: Integration of Field Devices using Field Device Tool (FDT) on the basis of Electronic Device Descriptions (EDD). IEEE International Symposium on Industrial Electronics ISIE2003, 09.–12.06.2003, Rio de Janairo, Brasilien.
- Integration technologies of field devices in distributed control and engineering Systems - The field device instrumentation technologies. In: Zurawski, R. (Ed.): The Industrial Information Technology Handbook. Page 71-1 to 71-24. CRC Press LLC 2004.
- mit Ulrich Jumar (Hrsg.): Entwurf komplexer Automatisierungssysteme - Beschreibungsmittel, Methoden, Werkzeuge und Anwendungen. 13. Fachtagung mit Tutorium, 14. bis 15. Mai 2014 in Magdeburg, Denkfabrik im Wissenschaftshafen, ifak 2014, ISBN 978-3-944722-03-0.